# Tae Kimura
Tae Kimura (木村 多江, Kimura Tae, née le 16 mars 1971) à Tokyo est une actrice japonaise, lauréate du prix de la meilleure actrice à la 32e édition des prix de l'académie du Japon pour Gururi no koto.

## Biographie
Tae Kimura joue dans Gururi no koto (All Around Us) de Ryosuke Hashiguchi. Sa performance dans le film est décrite par Jason Gray comme « l'une des représentations les plus précises que j'ai jamais vue d'une personne souffrant de dépression.
Elle partage l'affiche de Zero Focus de Isshin Inudō en compagnie de Miki Nakatani et Ryoko Hirosue et joue dans Tokyo Island de Makoto Shinozaki.
Elle apparaît dans  Dreams for Sale de Miwa Nishikawa,.

## Filmographie

### Cinéma
- 2004 : Infection
- 2005 : All About My Dog
- 2005 : Densha otoko
- 2006 : Oh! Oku
- 2008 : Gururi no koto
- 2009 : Zero Focus
- 2010 : Tokyo Island
- 2011 : Yoake no Machi de (en)
- 2012 : Dreams for Sale
- 2018 : The Travelling Cat Chronicles (旅猫リポート, Tabineko Ripoto?)

### Télévision
- 1999 : Ring: The Final Chapter (en)
- 2006 : Unfair
- 2020 : 24 Japan : Rikka Shidō